# Motor Scout
Motor Scout fou el primer vehicle de motor de gasolina armat que es construí. No estava dissenyat per córrer sobre camps llaurats o carregar, sinó per cobrir o donar suport a infanteria i cavalleria quan hi havia disponibles bones carreteres. No es considerà un vehicle blindat de combat gaire perillós per a les seues funcions.
Fou dissenyat i construït per l'inventor britànic F R Simms el 1898. Va muntar una metralladora sobre les rodes davanteres d'un quadricicle. La metralladora, amb 1000 cartutxos de munició, es trobava al lloc del copilot. El conductor operava la metralladora. Va posar un escut de ferro davant del cotxe per protegir el conductor.
El Motor Scout anava equipat amb un motor d'un cavall i mig Simms' Patent Automatic Petrol Motor amb ignició magneto-elèctrica de Simms, i el dipòsit estàndard tenia prou combustible per recórrer 120 milles. El Motor Scout era convertible a un quadricicle de dos seients. El quadricicle també era disponible sense l'arma per propòsits no militars com a vehicle de dos seients per 120 lliures.
No es considerà un vehicle blindat de combat gaire perillós per a les seues funcions. El següent vehicle dissenyat per Simms, el Motor War Car, es pot considerar el primer vehicle blindat de combat del món.